# A House of Many Doors
A House of Many Doors est un jeu vidéo de type rogue-like développé et édité par Pixel Trickery, sorti en 2017 sur Windows et Mac.

## Accueil
- Canard PC : 6/10[1]